# Paul Bonatz

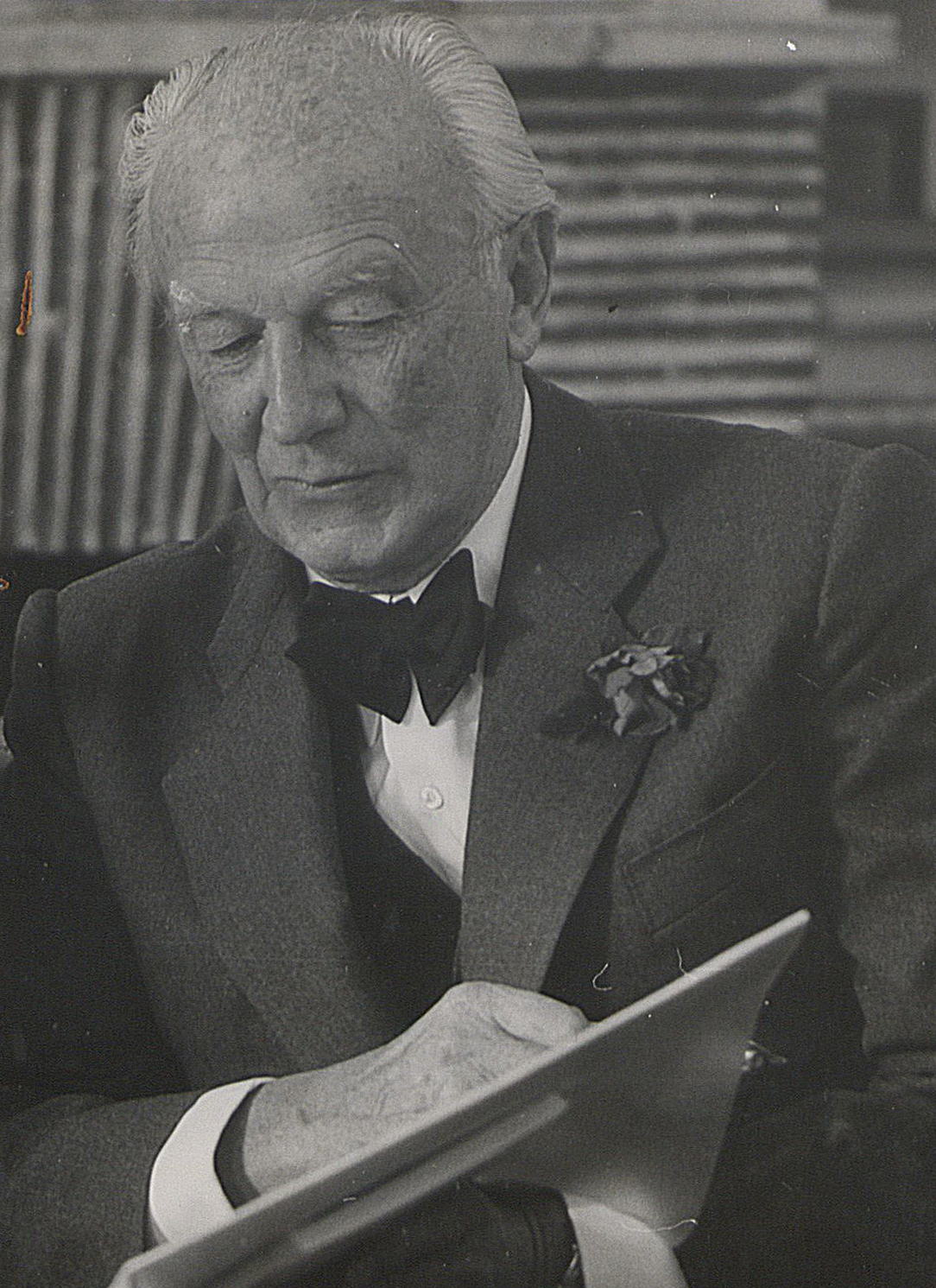
Paul Bonatz

Paul Michael Nikolaus Bonatz (* 6. Dezember 1877 in Solgen (Lothringen, Reichsland Elsaß-Lothringen, heute Solgne, Département Moselle, Frankreich); † 20. Dezember 1956 in Stuttgart) war ein deutscher Architekt, einflussreicher Hochschullehrer und Gestalter von Ingenieurbauten, wie vor allem Brücken und Staustufen. Er zählt neben Paul Schmitthenner zu den Hauptvertretern der Stuttgarter Schule und – international gesehen – zu den bedeutendsten Architekten des Traditionalismus.

## Leben
Paul Bonatz’ Vater war Beamter bäuerlicher Herkunft aus Mecklenburg, seine Mutter Luxemburgerin. Nach dem Abitur im elsässischen Hagenau studierte er an der Technischen Hochschule München zuerst Maschinenbau, dann aber nach einem Jahr Architektur bis zur bestandenen Diplom-Prüfung im Jahr 1900. Nach seiner Heirat 1902 war Bonatz 1903 beteiligt an Planungen zum Neubau der vom Thurn und Taxischen Hofrat Georg Friedrich von Müller 1842 gegründeten Von-Müllerschen-Töchterschule in Regensburg, dem späteren  Städtischen Mädchenlyzeum. In Zusammenarbeit mit Stadtbaurat Adolf Schmetzer entwarf Bonatz Pläne für ein zweiflügeliges Schulgebäude in Jugendstilformen zwischen St. Petersweg und Jesuitenplatz. Beeindruckender noch als an den Fassaden tritt der Jugendstil im Treppenhaus in Erscheinung.
Danach ging Bonatz nach Stuttgart, wo er bis 1905 als Assistent von Theodor Fischer, dann bis 1908 als Lehrbeauftragter und außerordentlicher Professor an der Technischen Hochschule Stuttgart arbeitete. Als Fischer 1908 nach München zurückkehrte, wurde Bonatz als Nachfolger auf dessen Stuttgarter Lehrstuhl berufen, den er bis 1943 behielt. 1906 findet sich sein Name im Mitgliederverzeichnis des Ausstellungskatalogs der 3. Jahresausstellung des Deutschen Künstlerbundes in Weimar. 1908 wurde Bonatz Mitglied im ein Jahr zuvor gegründeten Deutschen Werkbund.
In einzelnen Fällen, meist bei Wettbewerbsentwürfen, arbeitete Paul Bonatz mit seinem jüngeren Bruder Karl Bonatz (1882–1951) zusammen. Für die Bearbeitung seiner zahlreichen privaten Bauaufträge (neben seiner Lehrtätigkeit) gründete Bonatz 1910 gemeinsam mit seinem Studienfreund Friedrich Eugen Scholer (1874–1949) ein Architekturbüro in Stuttgart („Bonatz und Scholer“); diese Zusammenarbeit endete 1943/1944. Wie groß der Anteil Scholers an den gemeinsamen Projekten war, lässt sich nicht mehr feststellen.
Bonatz war Traditionalist. Er und Paul Schmitthenner vertraten ein handwerkliches Verständnis vom Bauen. Insbesondere wandte sich Bonatz als Doyen der Stuttgarter Schule der Architektur gegen das Projekt der Weißenhofsiedlung, die der Werkbund seit 1925 in seiner Heimatstadt plante. Im Schwäbischen Merkur schrieb er „Der Plan ist unsachlich, kunstgewerblich und dilettantisch […] In vielfältigen horizontalen Terrassen drängt sich in unwohnlicher Enge eine Häufung von flachen Kuben am Abhang hinauf, eher an eine Vorstadt Jerusalems erinnernd als an Wohnungen für Stuttgart.“
Als die Fraktion um Bonatz im Sommer 1926 in der Vorstandswahl des württembergischen Werkbunds ihre Mehrheit verlor, traten Bonatz und Schmitthenner aus und gründeten 1928 die konservativ orientierte Architektenvereinigung „Der Block“. Dem Block blieb er aber nur bis 1931 verbunden, woraufhin er auch hier austrat. In der Folge entwickelte er ein etwas differenzierteres Urteil bezüglich moderner Entwürfe anhand von Plänen von Otto Bartning. Aus dem stilistischen Rahmen von Bonatz fiel sein Entwurf der Hauptverwaltung der Fichtel & Sachs AG (1931–33) in Schweinfurt im Stil der Neuen Sachlichkeit.
In der Zeit des Nationalsozialismus war Bonatz künstlerischer Berater von Fritz Todt, bei vielen Entwürfen von Brücken der Reichsautobahnen beteiligt und regelmäßiger Verfasser von Fachbeiträgen in der programmatischen Zeitschrift Die Strasse. Nach dem Tode Todts machte dessen Nachfolger Albert Speer die Reichsautobahnen zu einem Bestandteil des Reichsministeriums für Bewaffnung und Munition.
Der parteilose Bonatz erhielt 1943 ein Angebot, als Berater im Baubüro für technische Schulen des türkischen Kulturministeriums zu arbeiten. Im September 1943 zog er nach Ankara. Als im August 1944 die bis dahin neutrale Türkei ihre diplomatischen Beziehungen zu Deutschland abbrach, blieb er in der Türkei und kam trotz Anweisung nicht zurück nach Deutschland, wo weiterhin seine Familie lebte. Von 1946 bis 1954 war er Professor  an der İstanbul Teknik Üniversitesi. 1947/1948 war er in den Umbau einer ehemaligen Ausstellungshalle zur Staatsoper von Ankara involviert. 1950 baute er, wieder in Deutschland, die Rosenbergbrücke in Heilbronn.
Seit ausländische Architekten in der Türkei nicht mehr ohne einheimische Kooperationspartner bauen durften, kehrte er 1954 endgültig nach Stuttgart zurück. 1955 war er an der Gestaltung der Neckarbrücke in Neckarweihingen beteiligt. 1956 starb Bonatz und wurde auf dem Waldfriedhof Stuttgart beerdigt.

## Bauten und Entwürfe (Auswahl)

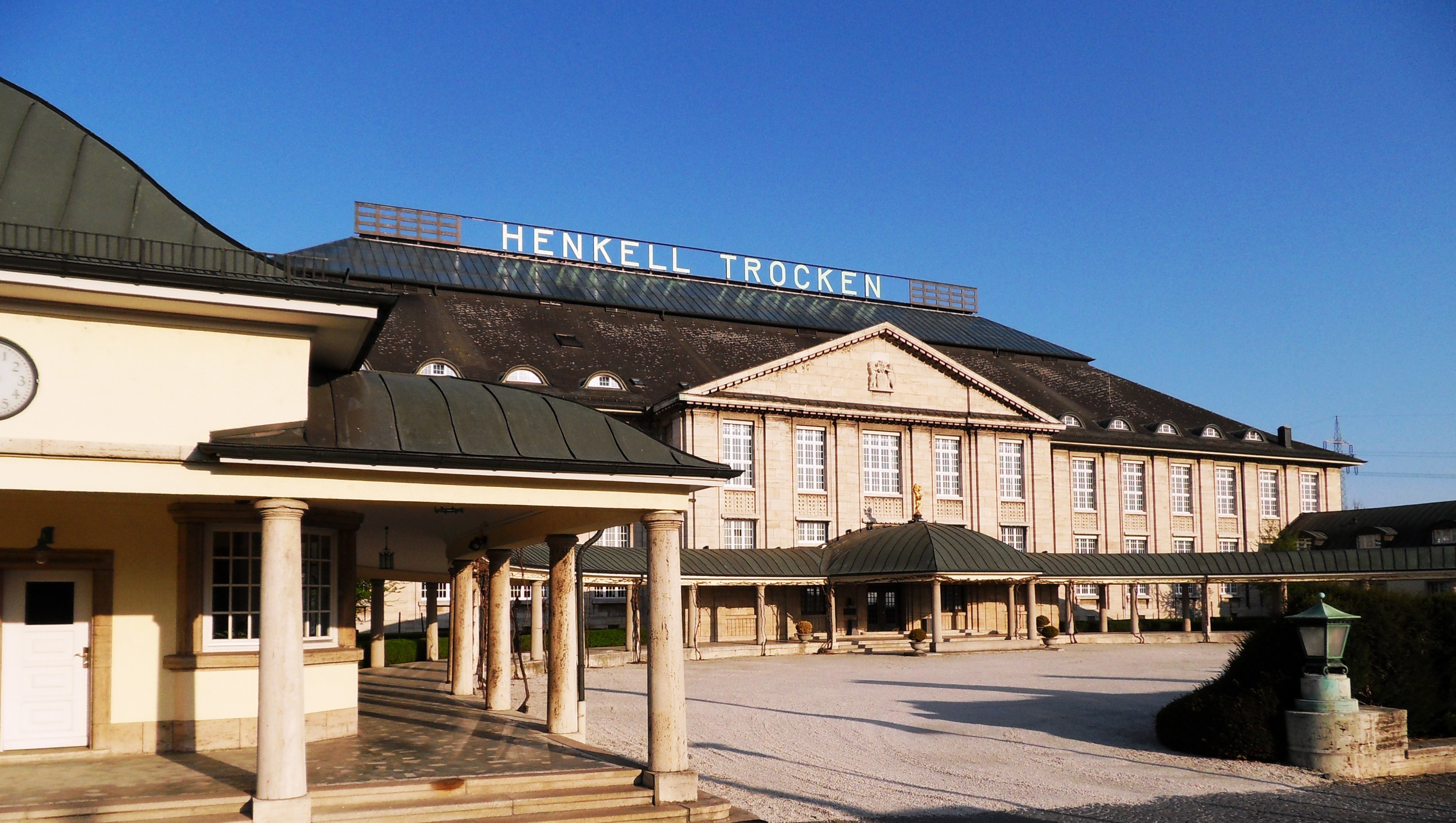
Gebäude der Sektkellerei Henkell in Wiesbaden-Biebrich, 1907–1909
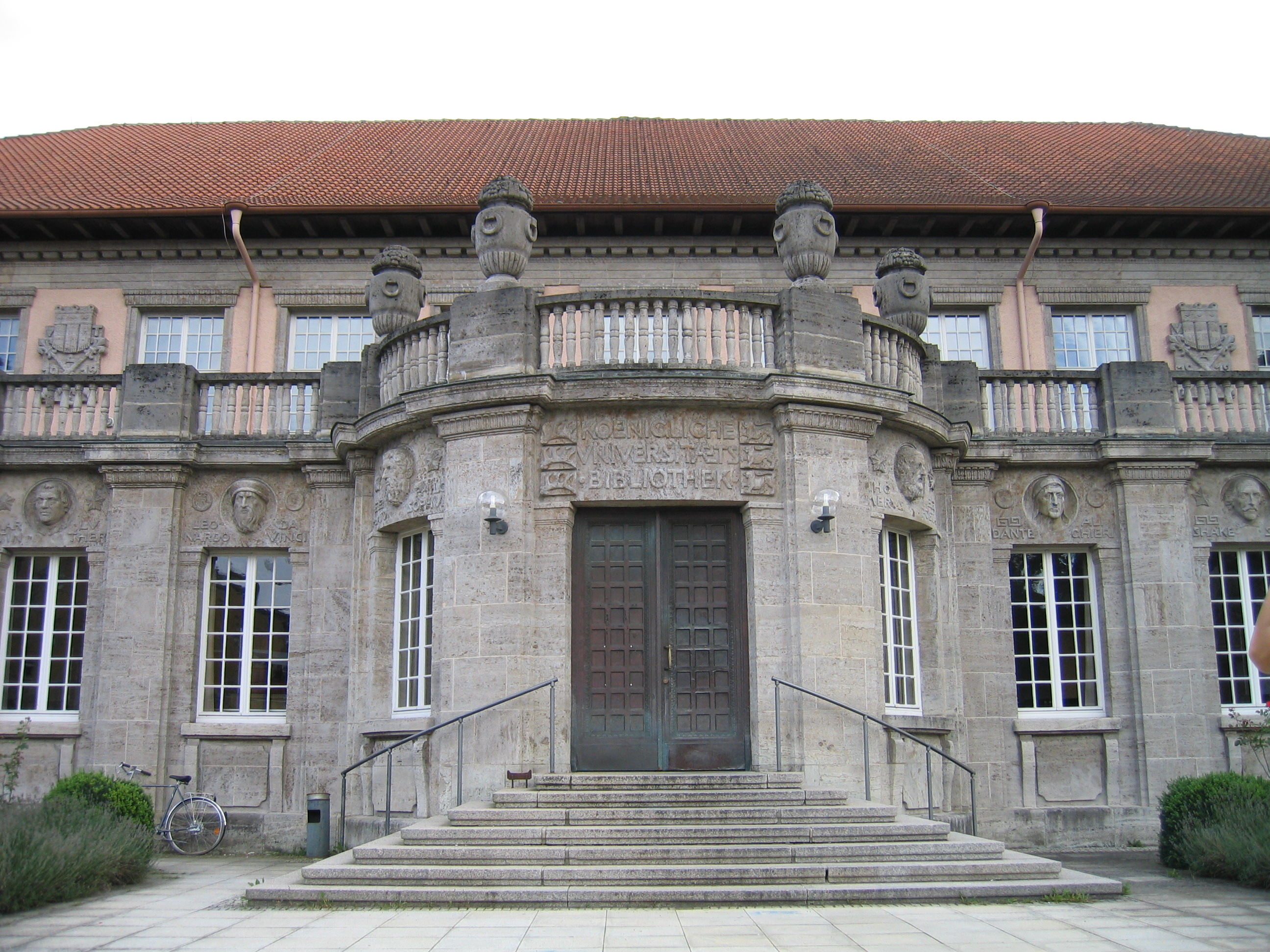
Bonatzbau der Universitätsbibliothek in Tübingen, 1910–1912
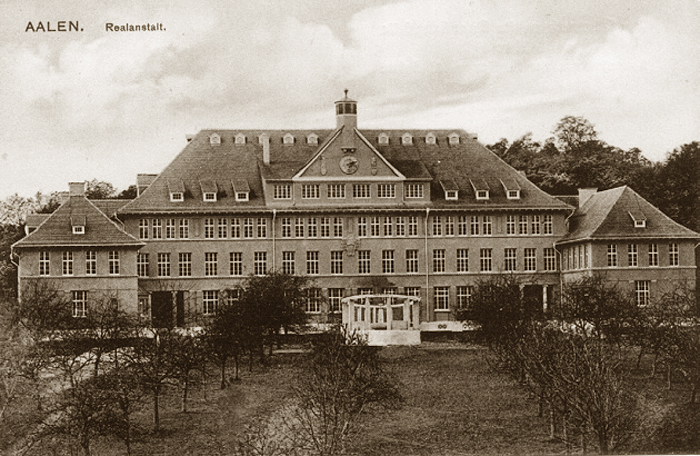
Schubart-Gymnasium in Aalen, 1910–1912
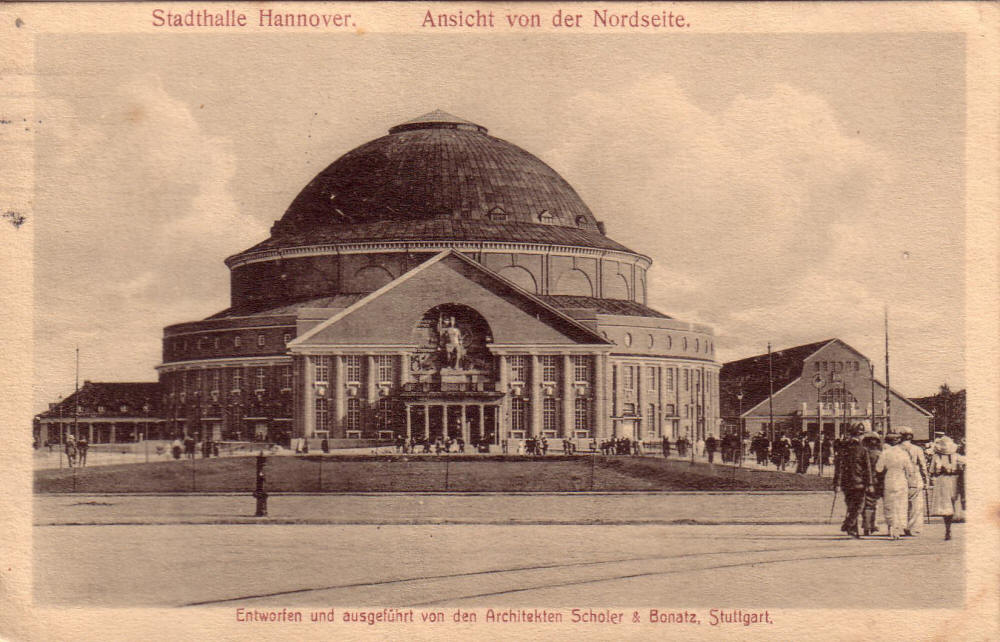
Stadthalle in Hannover, 1911–1914
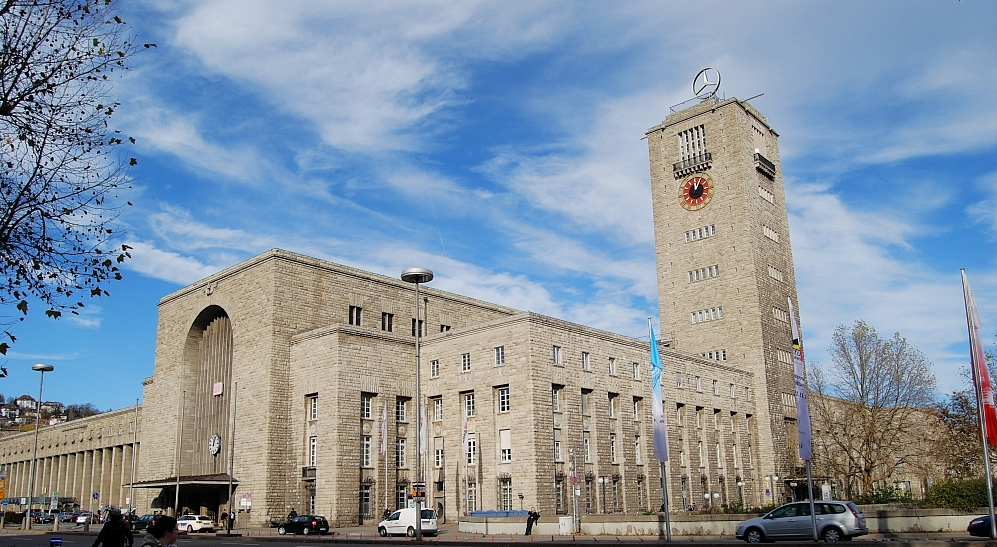
Stuttgarter Hauptbahnhof, 1914–1927
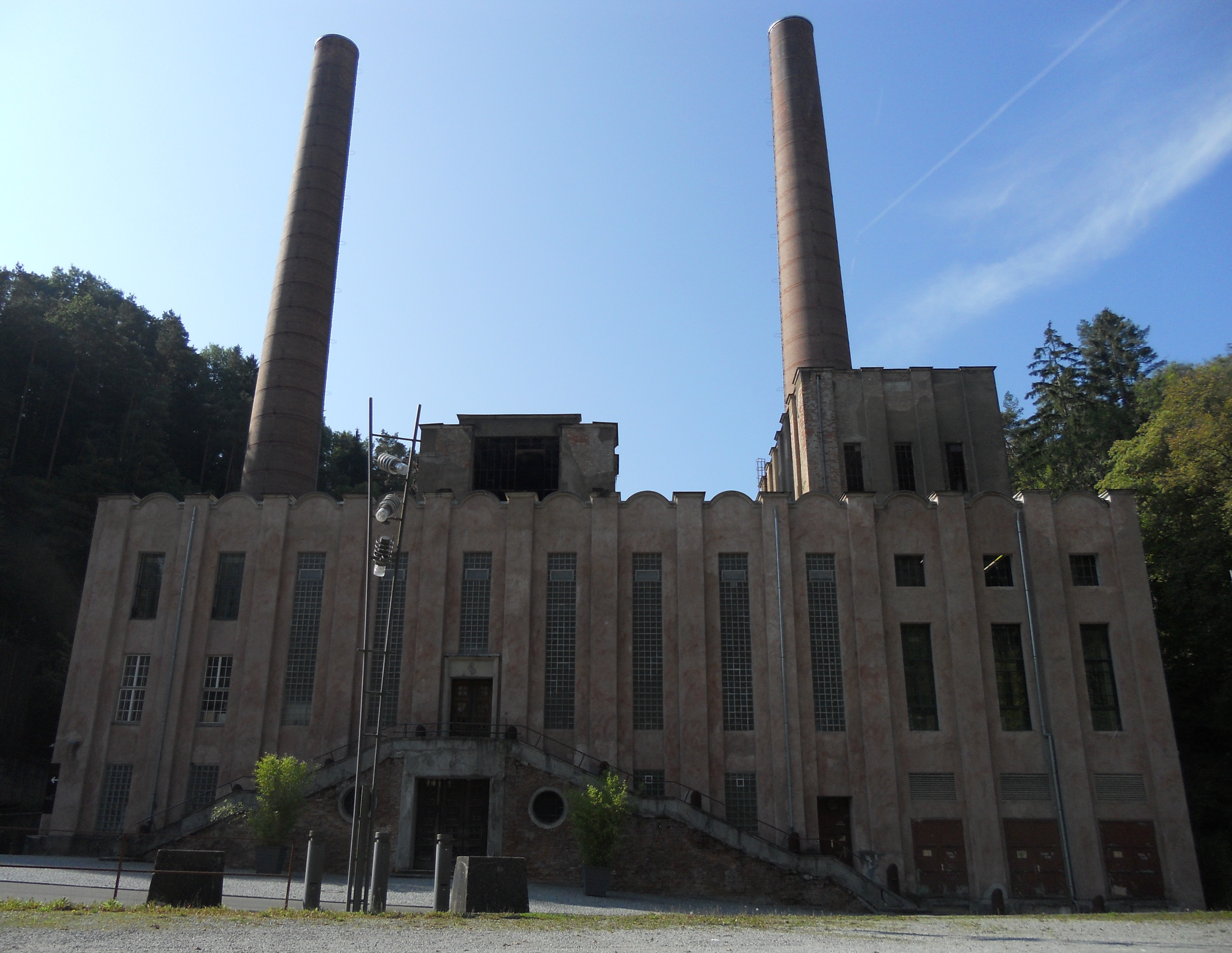
Kraftwerk der Pulverfabrik Rottweil, 1915–1916
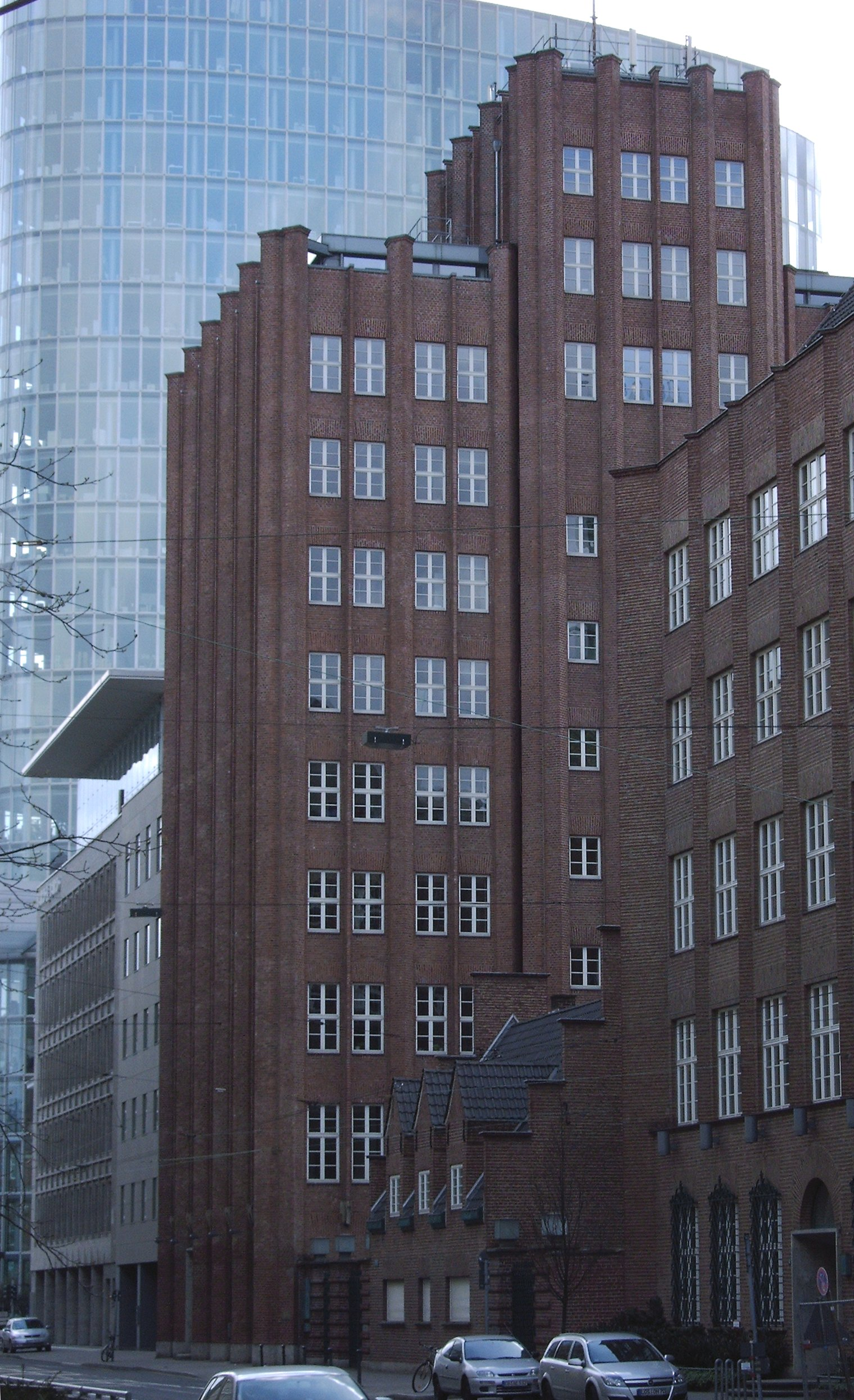
Stummhaus, Hochhaus der Gebr. Stumm GmbH in Düsseldorf, 1922–1925
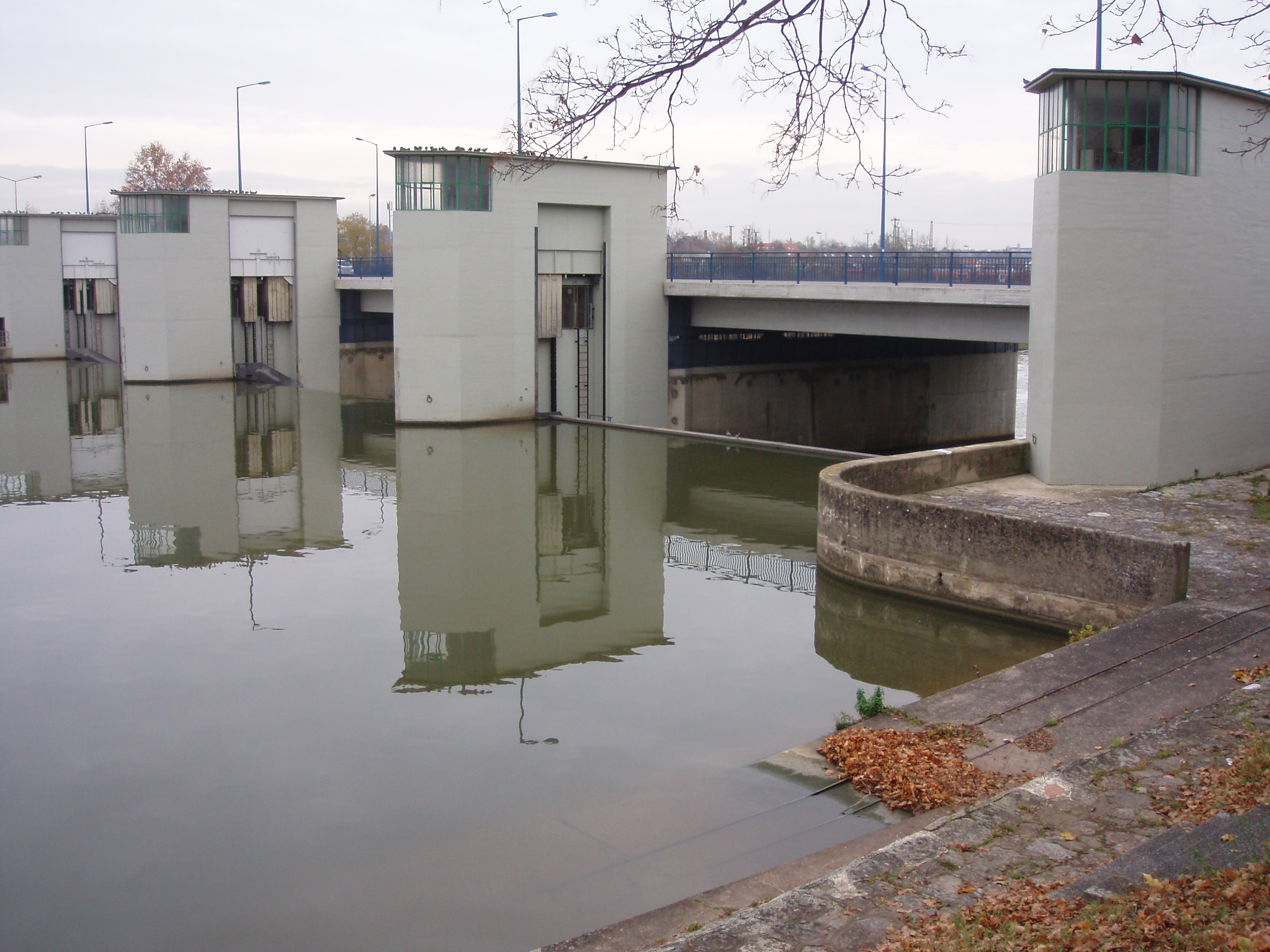
Neckarstaustufe Heilbronn, 1929
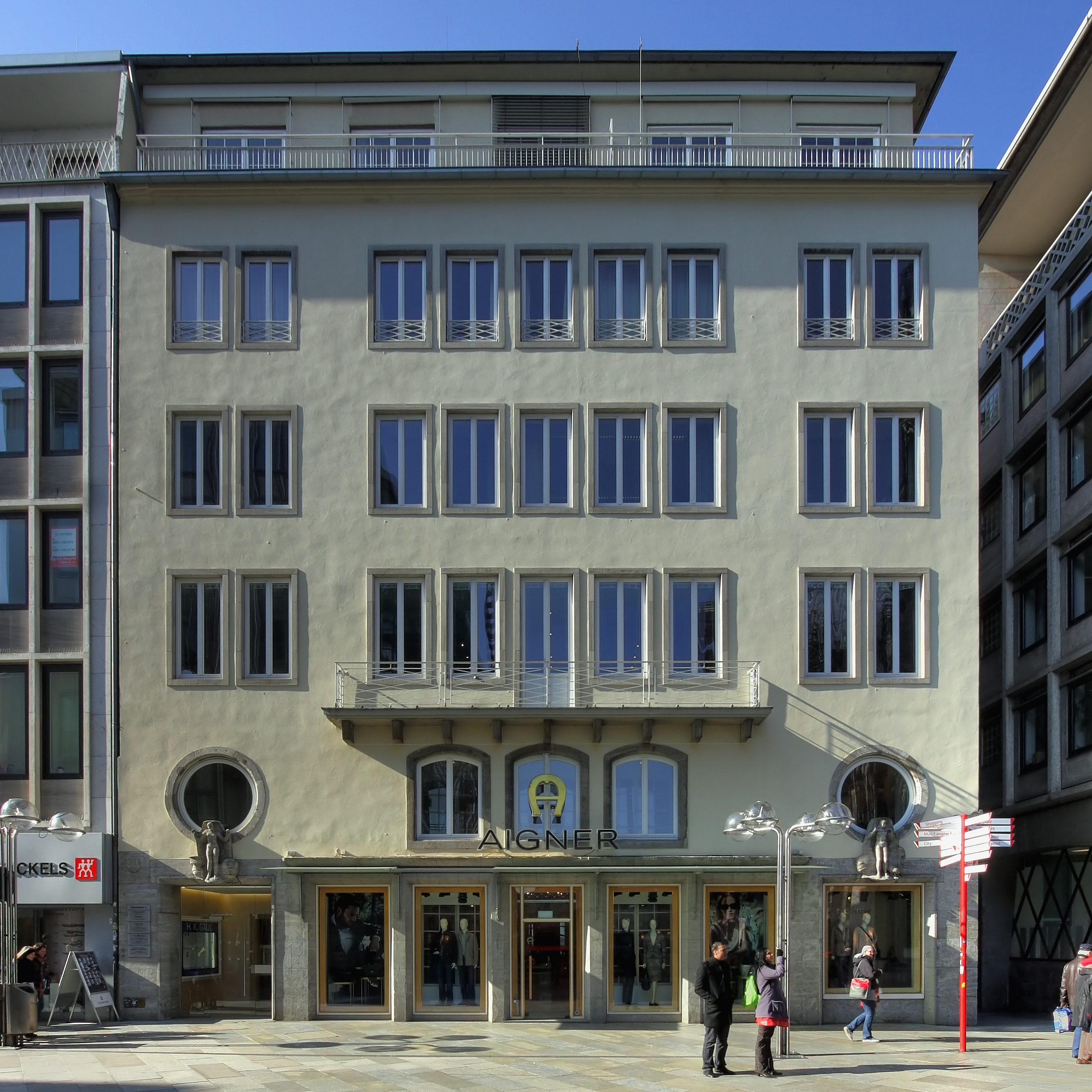
„Haus Goldschmidt“ in Köln, 1929
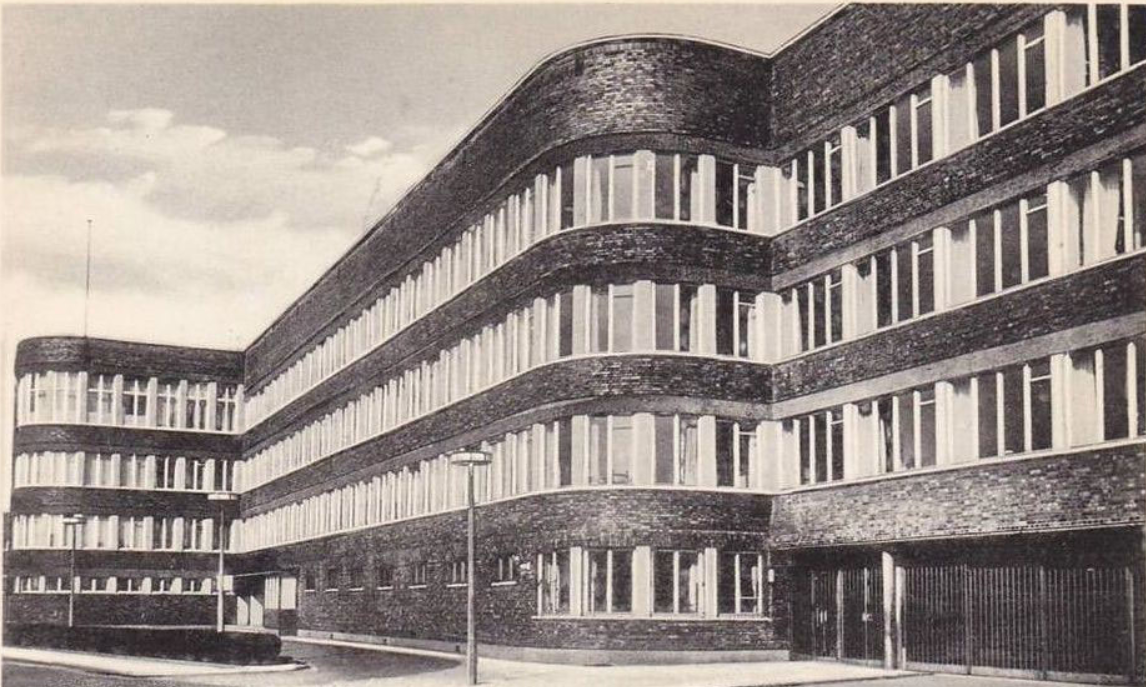
Hauptverwaltung der Fichtel & Sachs AG in Schweinfurt, 1931–33
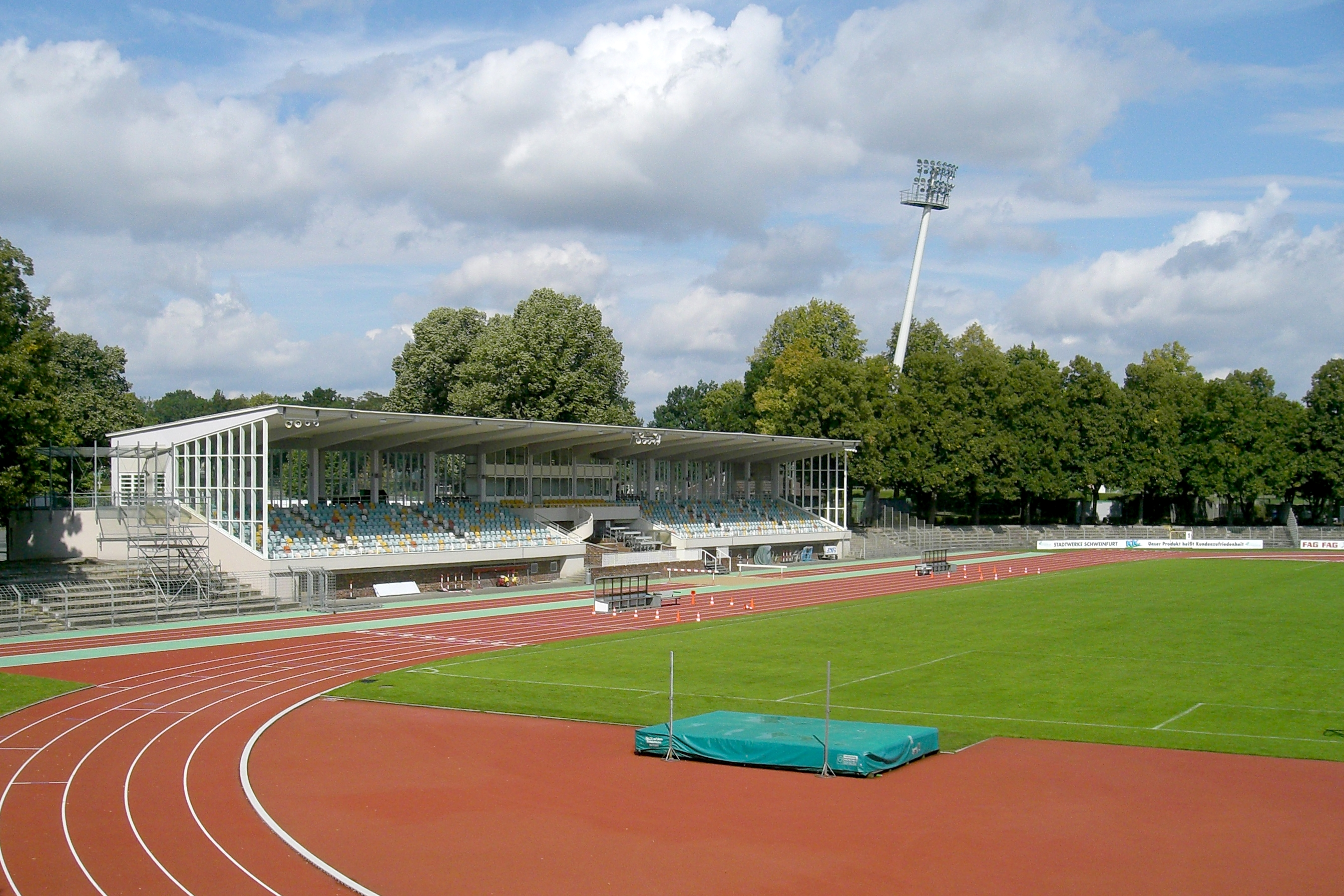
Willy-Sachs-Stadion in Schweinfurt, 1935–1936
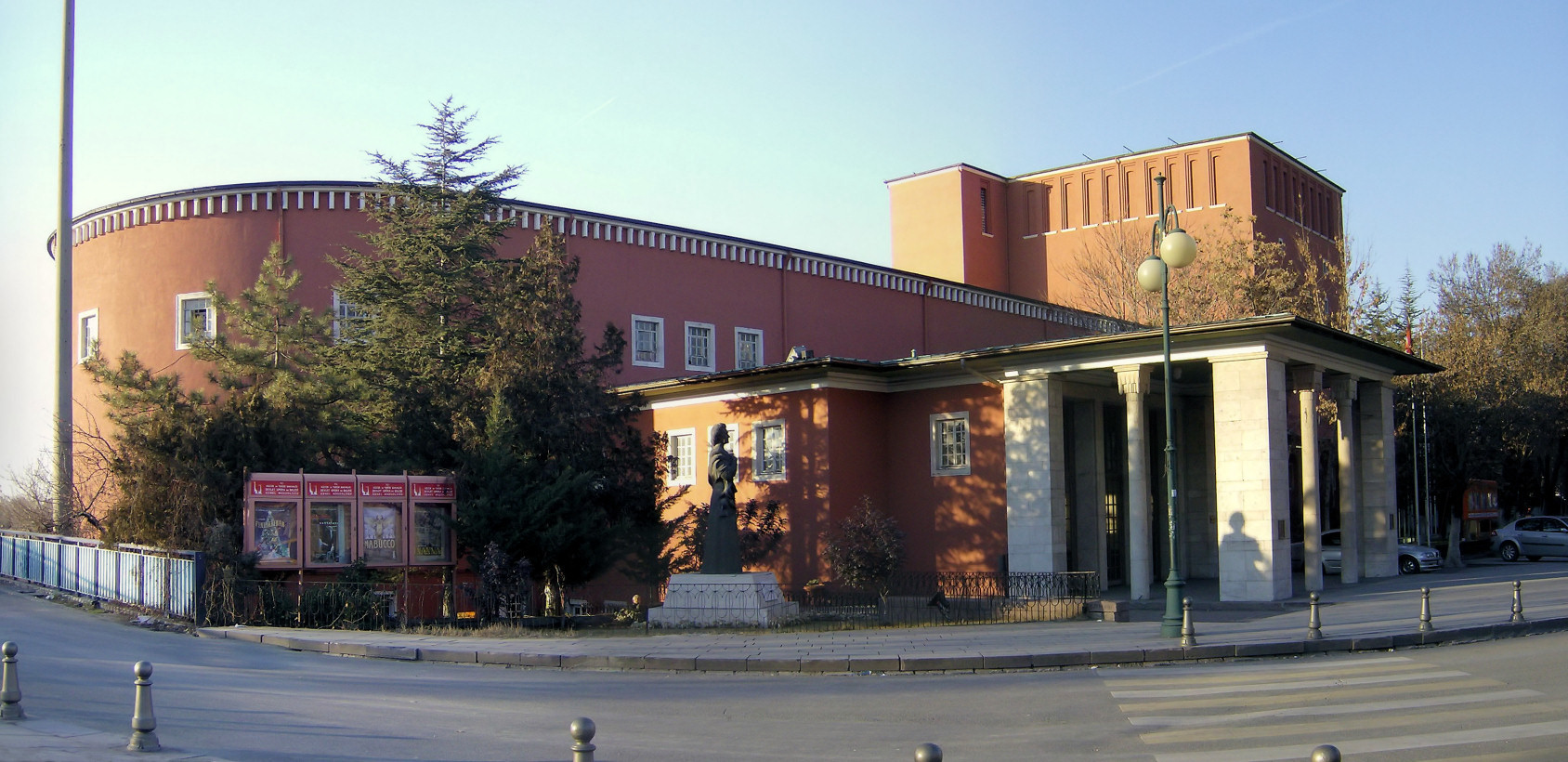
Opernhaus in Ankara, 1947–1948
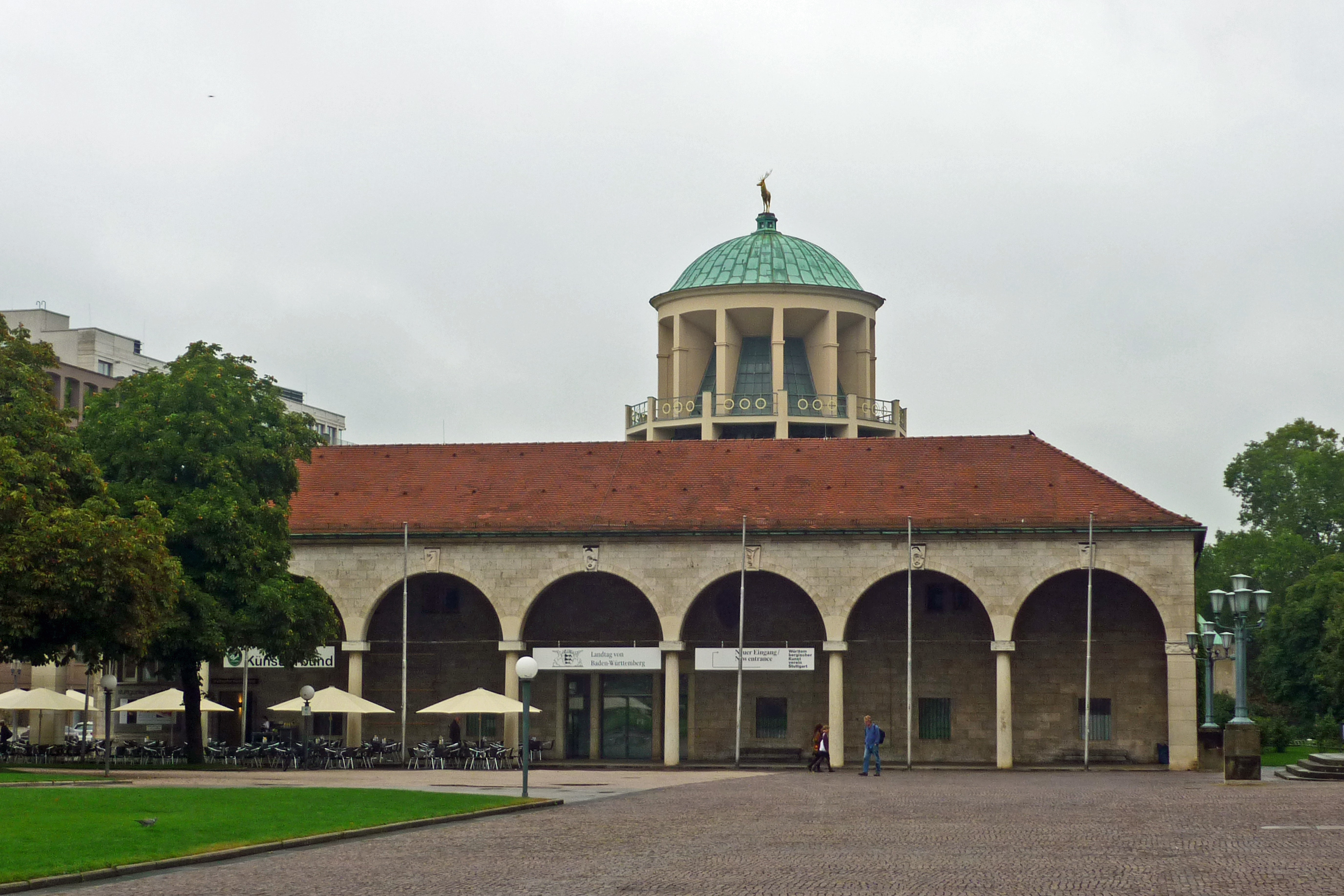
Wiederaufbau des Kunstgebäudes in Stuttgart, 1956–1961

- Amtsgericht Mainz, siegreicher Wettbewerbsentwurf 1903, ausgeführt durch die staatliche Hochbauverwaltung bis 1906 (mit Karl Bonatz)
- Wallstraßenbrücke in Ulm, 1904–1905
- Johanniterschule in Rottweil, 1905–1906 (mit Karl Bonatz)
- erstes eigenes Wohnhaus in Stuttgart, 1907
- Gebäude der Sektkellerei Henkell & Co. (auch gen. „Henkell-Schlösschen“) in Wiesbaden-Biebrich, 1907–1909
- Lerchenrainschule in Stuttgart, 1908–1909
- Entwurf für eine freie Rekonstruktion von Burg Greifenstein, veröffentlicht 1909[8]
- Universitätsbibliothek in Tübingen, 1910–1912[9][10]
- Turn- und Festhalle in Feuerbach bei Stuttgart, 1910–1912
- Realprogymnasium bzw. Realgymnasium in Aalen, heute Schubart-Gymnasium, 1910–1912[11]
- Leibniz-Gymnasium in Feuerbach bei Stuttgart, 1910–1914
- Mörike-Gymnasium in Göppingen, 1910–1914[12]
- zweites eigenes Wohnhaus in Stuttgart, 1911–1912
- Villa Kopp, Gellertstraße 6 in Stuttgart, 1911–1912
- Stadthalle in Hannover, 1911–1914
- Büro- und Geschäftshaus der Fa. Reiffenberg & Cie. in Köln, 1912
- Landtag und Staatsministerium (später Regierungspräsidium) in Oldenburg i.O., 1912–1914

Den endgültigen Durchbruch erreichten Bonatz und Scholer mit dem 1. Preis im Wettbewerb für den neuen Stuttgarter Hauptbahnhof 1911, dem sich der Ausführungsauftrag 1913 anschloss. 1914 wurde der Grundstein für das Empfangsgebäude gelegt; am 22. Oktober 1922 wurde der erste Bauabschnitt (südlicher Teil mit Turm) in Betrieb genommen, die Fertigstellung des zweiten Bauabschnitts erfolgte 1927.
- Beteiligung an der Planung der Arbeitersiedlung Zeppelindorf in Friedrichshafen, 1914–1915
- Kraftwerk der Pulverfabrik Rottweil, 1915–1916
- Zeppelin-Saalbau in Friedrichshafen, 1915–1917[16]
- Grabmal für General (von) Lotterer in Ludwigsburg, 1916
- diverse Entwürfe für Gefallenendenkmäler, 1917 und 1918
- Wohnhaus für den Fabrikanten Fritz Roser in Stuttgart, 1919–1922[17]
- drittes eigenes Wohnhaus in Stuttgart, 1921–1922
- Villa für den Unternehmer Alfred Vorster in Köln, 1921–1922[18]
- Villa für den Bankier Herstatt in Köln-Marienburg, 1921–1923
- Villa für den späteren nationalsozialistischen Außenminister Joachim von Ribbentrop in Berlin-Schmargendorf, Lentzeallee 7–9, 1922–1923
- Verwaltungsgebäude der Gebr. Stumm GmbH, genannt „Stummhaus“, in Düsseldorf, 1922–1925 (ein frühes deutsches Hochhaus)
- Ehrenmal für die Gefallenen des Ersten Weltkriegs auf dem Waldfriedhof in Stuttgart-Degerloch, 1923
- Wohnhaus Liebrecht in Hannover, 1923–1924
- Villa für Ferdinand Porsche in Stuttgart, Feuerbacher Weg 48/50, 1923–1924
- Umbau des Gedächtnishauses des Schwarzwaldvereins mit Aussichtsturm auf dem Mooswaldkopf bei Lauterbach, 1923–1924[19]
- Villa für den Unternehmer Fritz Hornschuch bei Kulmbach, 1924–1925 (Denkmalliste)[20]
- Wohnhäuser für Dr. Arntzen und H. C. Scheibler in Köln, 1924–1926[21]
- Villa für den Unternehmer Paul Eberspächer in Esslingen, 1925–1926
- Villa für den Antiquitätenhändler Arno Kramer in Bonn, 1926

Von 1926 bis 1928 war Bonatz für die architektonische Gestaltung der Bauwerke der Neckar-Kanalisierung verantwortlich; er entwarf die Staustufen Ladenburg bei Mannheim, Rockenau, Heidelberg, Hirschhorn, Cannstatt sowie das Kraftwerk Oberesslingen, das Schützenwehr Oberesslingen sowie die beiden Neckarbrücken in Heidelberg und in Heilbronn. Die Ausführung einzelner Anlagen zog sich dabei bis in die 1930er Jahre hin.
- Bahnhofsgebäude in Mettingen
- Talstation der Standseilbahn zum Waldfriedhof in Stuttgart-Süd, 1928–1929 (?)
- Gewerbeschule (heutige Fachhochschule) in Geislingen an der Steige, 1928 (mit Karl Bonatz)
- Wohn- und Geschäftshaus „Haus Goldschmidt“, heute „Haus Bräckerbohm“ genannt, Domkloster 1 in Köln, 1929[22]
- Regierungsgebäude und „Reichsdankhaus“ (Landestheater und Museum) am Danziger Platz (heute Plac Stanislawa Staszica) in Schneidemühl (Westpreußen), heute Piła, Polen, 1928
- Schwimmstadion Inselbad in Stuttgart-Untertürkheim, 1927–1929
- Villa für den Unternehmer Alfred Eickhoff in Bochum, 1928–1929
- Büro- und Geschäftshaus „Richmodis-Haus“ in Köln, 1928–1929
- Villa für Friedrich Springorum in Dortmund, 1928–1929
- Büro- und Geschäftshaus „Zeppelinbau“ in Stuttgart, 1929–1931
- Stuttgarter Kampfbahn, heutige MHPArena, in Stuttgart, 1929–1933[23]
- Verwaltungsgebäude des Unternehmens Fichtel & Sachs in Schweinfurt, 1931–1933
- Kunstmuseum Basel, 1931–1936
- Rathaus in Kornwestheim, 1933–1935
- Wohnhaus in der Stuttgarter Kochenhofsiedlung, 1933
- Gebäude für das Kaiser-Wilhelm-Institut für Eisenforschung, das spätere „Haus der Eisenindustrie“, in Düsseldorf, 1934–1935
- Schenkensee-Freibad in Schwäbisch Hall, 1934–1942
- Willy-Sachs-Stadion in Schweinfurt, 1935
- eigenes Ferienhaus in Kornau, 1935–1936. Hier wohnte 1953–1989 der Schriftsteller Arthur Maximilian Miller.
- Verwaltungsgebäude der Gebr. Eickhoff Maschinenfabrik und Eisengießerei in Bochum, 1937–1939
- Schloss Neumühle für den Grafen von der Schulenburg-Wolfsburg bei Tangeln in der Altmark (als Neubau von Schloss Wolfsburg), 1938–1942

Ein wichtiger Schwerpunkt in Bonatz Schaffen war die architektonische Ausgestaltung von Brückenbauwerken – ein Thema, mit dem er sich schon seit dem Beginn seiner Karriere (1904, s. o.) immer wieder beschäftigt hatte. Ab 1934 war Bonatz als künstlerischer Berater nicht nur, aber doch in erster Linie im Rahmen des von der nationalsozialistischen Propaganda begleiteten Autobahnbaus im Brückenbau tätig. Hierbei kam es häufiger zu Kooperationen mit den Brückenbau-Ingenieuren Emil Mörsch, Karl Schaechterle, Gottwalt Schaper oder Fritz Leonhardt. Ebenso zeigt sich Bonatz für einen Regelentwurf zur Gestaltung von zukünftigen Reichsautobahntankstellen jener Zeit verantwortlich. Ein quaderförmiger Baukörper aus Back- und Werksteinen mit einem Walmdach über einem Holzdachstuhl, der die weite Dachausladung über die Zapfinseln mittels hoher Eisenbetonträger überwindet, bildet die Tank- und Raststätte. Ob oder an welchen Standorten dieser typisierte Bau aufgrund des fortschreitenden Kriegs noch errichtet wurde, ist archivalisch nicht überliefert. Insgesamt sind hierbei deutliche Parallelen zu den Tankstellenbauten seines Stuttgarter Kollegen Paul Schmitthenner zu konstatieren.
- Donaubrücke Leipheim, 1934–1937
- Autobahnbrücke über die Elbe bei Hohenwarthe nördlich von Magdeburg, 1934–1937
- Saalebrücke bei Hirschberg, 1934–1936
- Sulzbachtalbrücke bei Denkendorf, 1934–1936
- Waschmühltalbrücke bei Kaiserslautern, 1934–1937
- Kunstbauten des Autobahn-Albabstiegs am Drackensteiner Hang mit „Drachenlochbrücke“, „Lämmerbuckeltunnel“ u. a., 1935–1937
- Regelentwurf zu einer Normentankstelle an der Reichsautobahn, 1940
- Autobahnbrücke über das Lauterbachtal bei Kaiserslautern, 1935–1937
- Autobahnbrücke über das Lahntal bei Limburg an der Lahn, 1937–1939 (1945 durch die Wehrmacht zerstört)
- Teufelstalbrücke bei Hermsdorf (Thüringen), 1936–1938
- Elbebrücke Vockerode, 1937–1938
- Rodenkirchener Rheinbrücke in Köln-Rodenkirchen, 1938–1941

Nachkriegsbauten
- Umbau des Ausstellungszentrums zum Opernhaus Opera Sahnesi in Ankara (Türkei), 1947–1948
- Rosenbergbrücke in Heilbronn, 1950
- Wiederaufbau des Opernhauses in Düsseldorf, 1954–1956 (mit Julius Schulte-Frohlinde und Ernst Huhn)
- Entwurf für den Wiederaufbau des Stuttgarter Kunstgebäudes, 1955–1956 (ausgeführt 1956–1961 durch seinen ehemaligen Assistenten Günter Wilhelm)

## Ehrungen
- 1942: Goethe-Medaille für Kunst und Wissenschaft
- 1949: Ehrenmitglied des Schwäbischen Heimatbunds[25]
- 1952: Aufnahme in den Orden Pour le Mérite[26]
- 1958/59: Die Stadt Stuttgart stiftet den undotierten Paul Bonatz Preis, der „für besondere Verdienste und Leistungen auf dem Gebiet der Architektur oder des Städtebaus“ innerhalb der Stuttgarter Gemarkung vergeben wird.[27]

## Ausstellungen
- Kunsthalle Tübingen: Paul Bonatz, Leben und Bauen zwischen Neckar und Bosporus, 12. März bis 22. Mai 2011

## Zitate
„Der Bau des Bahnhofs in Stuttgart ist für meine Entwicklung als Baumeister das wichtigste Kapitel.“

## Bewertungen
„Der Stuttgarter Bahnhof hat mir immer gefallen. Sein Architekt war vielleicht etwas konservativ. Aber er war ein sehr guter Architekt.“

## Schriften
- mit Karl Schaechterle und Friedrich Tamms: Gestaltungsaufgaben beim Brückenbau der Reichsautobahn. Verlag Volk und Reich, Berlin 1936.
- mit Bruno Wehner: Reichsautobahn-Straßenmeistereien. Verlag Volk und Reich, Berlin / Prag / Wien 1942. (= Werkhefte der Reichsautobahnen, Nr. 1.)
- mit Bruno Wehner: Reichsautobahn-Tankanlagen. Verlag Volk und Reich, Berlin / Amsterdam / Prag / Wien 1942. (= Werkhefte der Reichsautobahnen, Nr. 2.)
- Leben und Bauen. Engelhornverlag Adolf Spemann, Stuttgart 1950.
- mit Fritz Leonhardt: Brücken. Langewiesche, Königstein im Taunus 1951. (= Die Blauen Bücher)